# Mersteel
Mersteel je največji slovenski trgovec z metaluršimi izdelki. Ključni del poslovanja predstavlja veleprodajna dejavnost, manjši del njihovih metalurških izdelkov pa je končnim kupcem dostopen tudi prek maloprodajne mreže Divizije Merkur d. d. Podjetje Mersteel, d. o. o., Naklo, je krovno podjetje celotne Divizije Mersteel s številnimi hčerinskimi podjetji, zlasti izven Slovenije.
V Mersteelu razvijajo tudi dodelavne storitve. V lastnih steel service centrih na željo kupcev proizvode metalurgije preoblikujejo na želene dimenzije.
Hčerinsko podjetje Mersteel Profil je specializirano srbsko proizvodno-trgovsko podjetje za izdelavo cevi in pločevin, specialnih profilov, nosilcev za suhomontažno gradnjo, trapezne in pocinkane pločevine, kovinskih polic, vratnih podbojev ... Mersteel s tem zagotavlja celotni proces od nabave, predelave, do prodaje teh metalurških izdelkov skozi celotno mrežo Merkur Group.

## Zgodovina
Podjetje Mersteel, d. o. o., je bilo ustanovljeno 1. 7. 2008 kot rezultat reorganizacije podjetij, združenih v takratno Skupino Merkur (danes Merkur Group).
Merkur Group se je zaradi prilagajanja svetovnim trendom in vedno večjega obsega poslovanja v letu 2008 odločila za reorganizacijo v divizijsko organiziranost. Z divizijsko organiziranostjo so metalurško dejavnost podjetij v Merkur Group prenesli v novo ustvarjeno Divizijo Mersteel, katere krovno podjetje je Mersteel, d. o. o., Naklo. Rojstni dan Divizije Mersteel je 1. julij 2008. Datum pomeni prenos metalurških izdelkov na novoustanovljeno divizijsko podjetje Mersteel, d. o. o., katerega lastnik ostaja Merkur.

## Strateški cilji in načrti
V prihodnje načrtujejo povečevati tržne deleže na vseh trgih jugovzhodne Evrope. Vlagali bodo v centralna in regionalna skladišča ter steel centre. Strateško se bodo povezovali z izbranimi dobavitelji in kupci za skupne nastope na trgih, nadaljevali ekstenziven razvoj, intenzivno nadgrajevali trženje in razvoj sistema za popolno oskrbo kupcev. Največjo pozornost bodo usmerili v dodelavne storitve, ki predstavljajo dodano vrednost za kupce.

## Prodajni program
Prodajni program Divizije Mersteel sestavlja več kot 30.000 metalurških izdelkov iz naslednjih blagovnih skupin:
- pločevina in trakovi,

- nosilci in profili,

- varilnotehnični material,

- betonsko jeklo,

- armaturne mreže,

- palična jekla,

- cevi,

- orodna jekla,

- nerjavni program,

- barvasta metalurgija.